# Allembé
Allembé est une localité du centre de la République du Congo, chef-lieu district homonyme, située  dans la région des Plateaux bornée par des rivières qui tombent sur le Fleuve Congo.